# Kamilla Marchewka-Bartkowiak
Kamilla Marchewka-Bartkowiak (ur. w 1973 w Żerkowie) – doktor habilitowany, polska ekonomistka, nauczyciel akademicki.

## Życiorys
Jest absolwentką Liceum Ogólnokształcącego w Gostyniu. Studia w Akademii Ekonomicznej w Poznaniu ukończyła w marcu 1998 i uzyskała stopień magistra nauk ekonomicznych. Na macierzystej uczelni podjęła pracę 1 maja 1998 (w Katedrze Bankowości, Katedrze Teorii Pieniądza i Polityki Pieniężnej, a obecnie w Katedrze Inwestycji i Rynków Finansowych). Dnia 14 czerwca 2002 uzyskała stopień doktora nauk ekonomicznych na Wydziale Ekonomii. Od 20 lutego 2012 jest doktorem habilitowanym w zakresie ekonomii o specjalności finanse. Od listopada 2012 zatrudniona jest na stanowisku profesora nadzwyczajnego Uniwersytetu Ekonomicznego w Poznaniu (UEP).  
W kwietniu 2016 została wybrana Dziekanem Wydziału Ekonomii Uniwersytetu Ekonomicznego w Poznaniu na kadencję 2016/2017–2019/2020. Od października 2019 pełni funkcję Dyrektora Instytutu Finansów UEP. Kierowała organizacją sześciu edycji studiów podyplomowych „Audyt wewnętrzny i kontrola zarządcza” oraz „Finanse i rachunkowość budżetowa”. Była Koordynatorką projektu UEP w ramach Regionalnej Inicjatywy Doskonałości pt. Ekonomia w obliczu Nowej Gospodarki realizowanego w latach 2019-2023. Odbyła zagraniczne staże naukowe w Bankach Centralnych Belgii oraz Włoch. Od 2021 roku jest Przewodniczącą Komitetu Głównego Ogólnopolskiej Olimpiady Wiedzy o Finansach „Finansomania”. 
Jej obszar zainteresowań naukowych obejmuje: finanse publiczne (w tym zarządzanie długiem publicznym), bankowość i polityka pieniężna, rynek finansowy, finanse Unii Europejskiej, finanse klimatyczne i cyfrowe oraz prawo finansowe.
Pracuje również poza uczelnią, od 2009 roku jest ekspertem Biura Analiz Sejmowych Kancelarii Sejmu (obecnie Biura Ekspertyz i Oceny Skutków Regulacji), Przewodniczącą Rady Programowej czasopisma naukowego „Studia BAS” oraz współredaktorka Leksykonu budżetowego BAS wydawanego przez Kancelarię Sejmu, reprezentowała Biuro w pracach Working Group on Economic and Budgetary Affairs, European Centre for Parliamentary Research and Documentation (ECPRD). W marcu 2017 brała udział w misji konsultacyjnej w Prisztinie realizowanej przez amerykańską organizację National Democratic Institute (NDI) w ramach programu pomocowego skierowanego do władz parlamentarnych Kosowa. Program finansowany był przez US Agency for International Development – USAID. Celem misji i konsultacji było wsparcie Zgromadzenia Republiki Kosowa w budowie procesu budżetowego oraz oceny skutków regulacji.  
W latach 2015–2019 członkini rady nadzorczej i Przewodnicząca Komitetu Audytu Centralnego Domu Maklerskiego Pekao SA.  
W latach 1995–2002 była współwłaścicielką rodzinnej firmy ZHU Dampol działającej w Gostyniu.

## Wybrane publikacje
Książki
- Kamilla Marchewka-Bartkowiak: Zarządzanie długiem publicznym w krajach Unii Europejskiej i Polsce. Warszawa: Biblioteka Menedżera i Bankowca, 2003. ISBN 83-85776-65-6. Brak numerów stron w książce
- Kamilla Marchewka-Bartkowiak: Zarządzanie długiem publicznym. Teoria i praktyka państw Unii Europejskiej, Warszawa: PWN, 2008. ISBN 978-83-01-15432-5.
- Kamilla Marchewka-Bartkowiak: Zarządzanie długiem Skarbu Państwa. Implikacje dla strefy euro. Warszawa: Difin, 2011. ISBN 978-83-7641-419-5. Brak numerów stron w książce
- Grzegorz Gołębiowski, Kamilla Marchewka-Bartkowiak (red.): Leksykon budżetowy. Warszawa: Wydawnictwo Sejmowe, 2015. ISBN 978-83-7666-364-7.
- Daniel Budzeń, Bartosz Edwarczyk, Kamilla Marchewka-Bartkowiak, Zarządzanie majątkiem i długiem lokalnym, Wyd. CeDeWu 2021, ISBN 978-83-8102-384-9
- Iustina Alina Boitan, Kamilla Marchewka-Bartkowiak, red., Fostering Innovation and Competitiveness With FinTech, RegTech, and SupTech, Wyd. IGI Global 2021
- Monika Banaszewska, Anna Iwańczuk-Kaliska, Kamilla Marchewka-Bartkowiak, Anna Warchlewska (red.), System finansowy w Polsce w obliczu kryzysu pandemicznego, Wyd. CeDeWu, 2022, ISBN 978-83-8102-623-9
- Beata Woźniak-Jęchorek, Kamilla Marchewka-Bartkowiak, red., Digital Labour Markets in Central and Eastern European Countries: COVID-19 and the Future of Work, Wyd. Routledge 2023

Artykuły
- Grzegorz Gołębiowski, Kamilla Marchewka-Bartkowiak. Audyt i kontrola zarządzania długiem publicznym. „Materiały i Studia NBP”. 181, 2004.brak numeru strony
- Kamilla Marchewka-Bartkowiak. Strategie współpracy z inwestorami w ramach zarządzania długiem publicznym. „Bank i Kredyt”. 5, 2005.brak numeru strony
- Kamilla Marchewka-Bartkowiak. Dług potencjalny w świetle Macierzy Ryzyka Fiskalnego. „Ekonomista”. 6, 2007.brak numeru strony
- Kamilla Marchewka-Bartkowiak. Sovereign Portfolio Management Agency jako instytucja zarządzająca państwowymi portfelami finansowymi. „Bank i Kredyt”. 11, 2008.brak numeru strony
- Kamilla Marchewka-Bartkowiak. Wpływy budżetowe ze sprzedaży uprawnień do emisji gazów cieplarnianych w systemie ETS oraz możliwe warianty ich alokacji. „Studia BAS”. 1(29), 2012.brak numeru strony
- Korzyści i koszty wejścia Polski do strefy euro w świetle integracji długu i budżetu UGW w: Wprowadzenie euro w Polsce – za i przeciw. Jolanta Adamiec (red.). Warszawa: Wydawnictwo Sejmowe, 2013. ISBN 978-83-7666-259-6. Brak numerów stron w książce
- Grzegorz Gołębiowski, Kamilla Marchewka-Bartkowiak. Niezależna Instytucja (Rada) Fiskalna - międzynarodowe modele instytucjonalne. Wnioski dla Polski. „Analizy BAS”. 2(91), 2013.brak numeru strony
- Iustina Alina Boitan, Kamilla Marchewka-Bartkowiak The Sovereign-Bank Nexus in the Face of the COVID-19 Pandemic Outbreak—Evidence from EU Member States, Risks 2021, 9(5), 98; https://doi.org/10.3390/risks9050098
- Daniel Budzeń, Kamilla Marchewka-Bartkowiak, „Zielone” wydatki samorządowe w obliczu europejskiej taksonomii zrównoważonego rozwoju – nowe propozycje klasyfikacyjne, Zielone Finanse w Polsce, red. L. Kotecki 2022, 60-77
- Iustina Alina Boitan, Kamilla Marchewka-Bartkowiak, Climate change and the pricing of sovereign debt: Insights from European markets, Research in International Business and Finance, 2022, Vol. 62, https://doi.org/10.1016/j.ribaf.2022.10168
- Dan Gabriel Anghela, Iustina Alina Boitana, Kamilla Marchewka-Bartkowiak, Growing fiscal risk in European Union resulting from government contingent liabilities in the pandemic crisis – assessment and policy recommendations, Economic research-Ekonomska istraživanja, 2022, Vol. 35, No. 1, https://doi.org/10.1080/1331677X.2021.1941178
- Kamilla Marchewka-Bartkowiak, Karolina Nowak, Michał Litwiński, Digital valuation of personality using personal tokens, Electronic Markets, 2022, Vol.32 https://doi.org/10.1007/s12525-022-00562-y
- Kamilla Marchewka-Bartkowiak, The European Union Emission Trading System and its role for green budgeting development — the case of EU member states, Current Opinion in Environmental Sustainability, 2023, vol 65, https://doi.org/10.1016/j.cosust.2023.101390